# Cemitério de Powązki

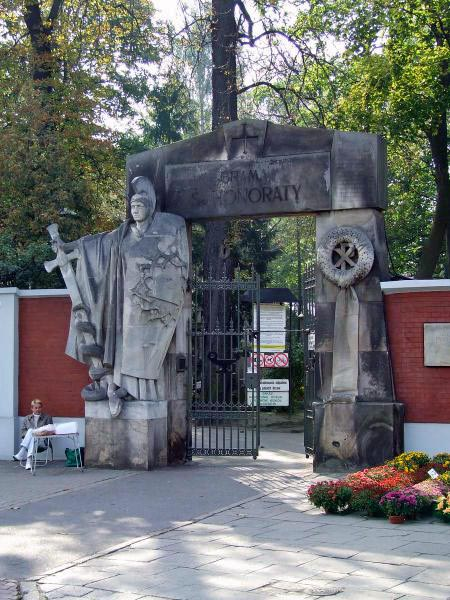
Portal de entrada

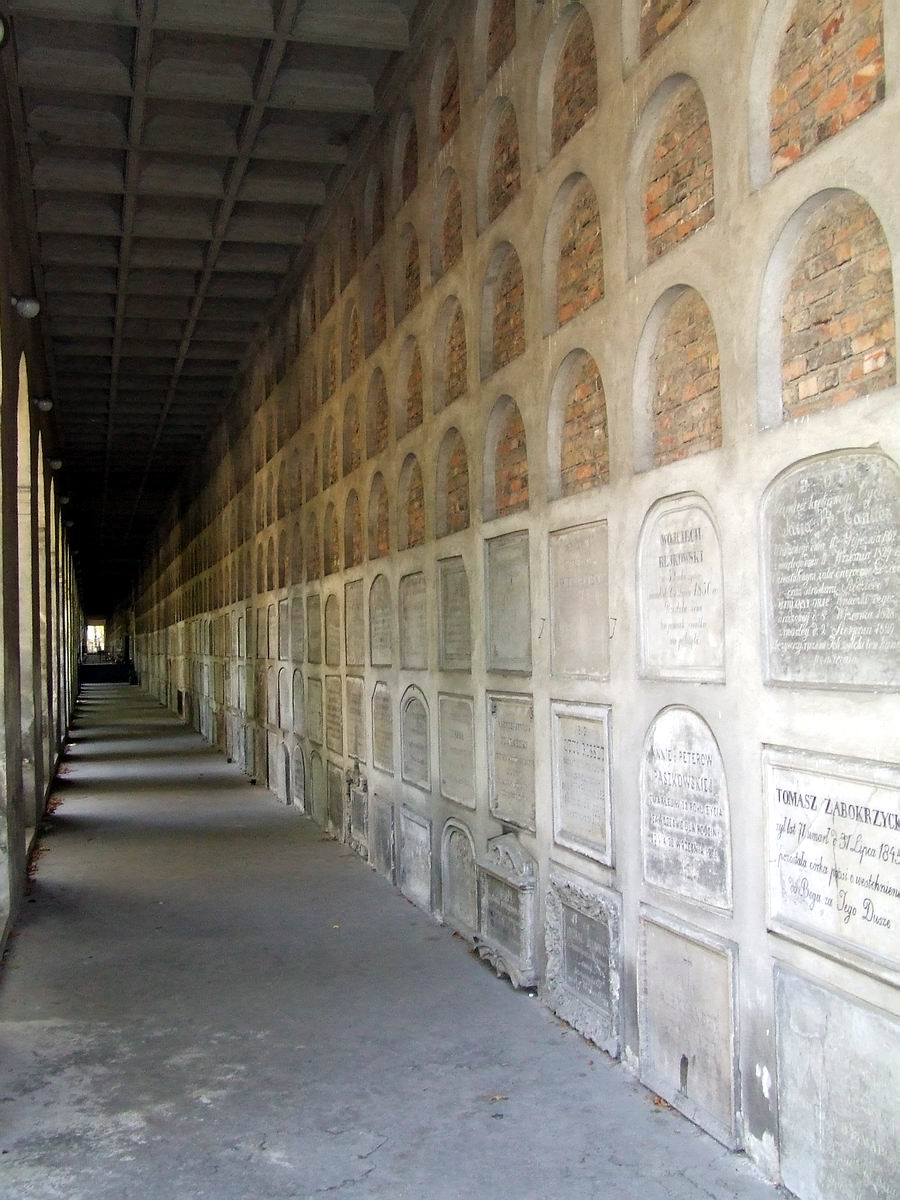
Catacumbas

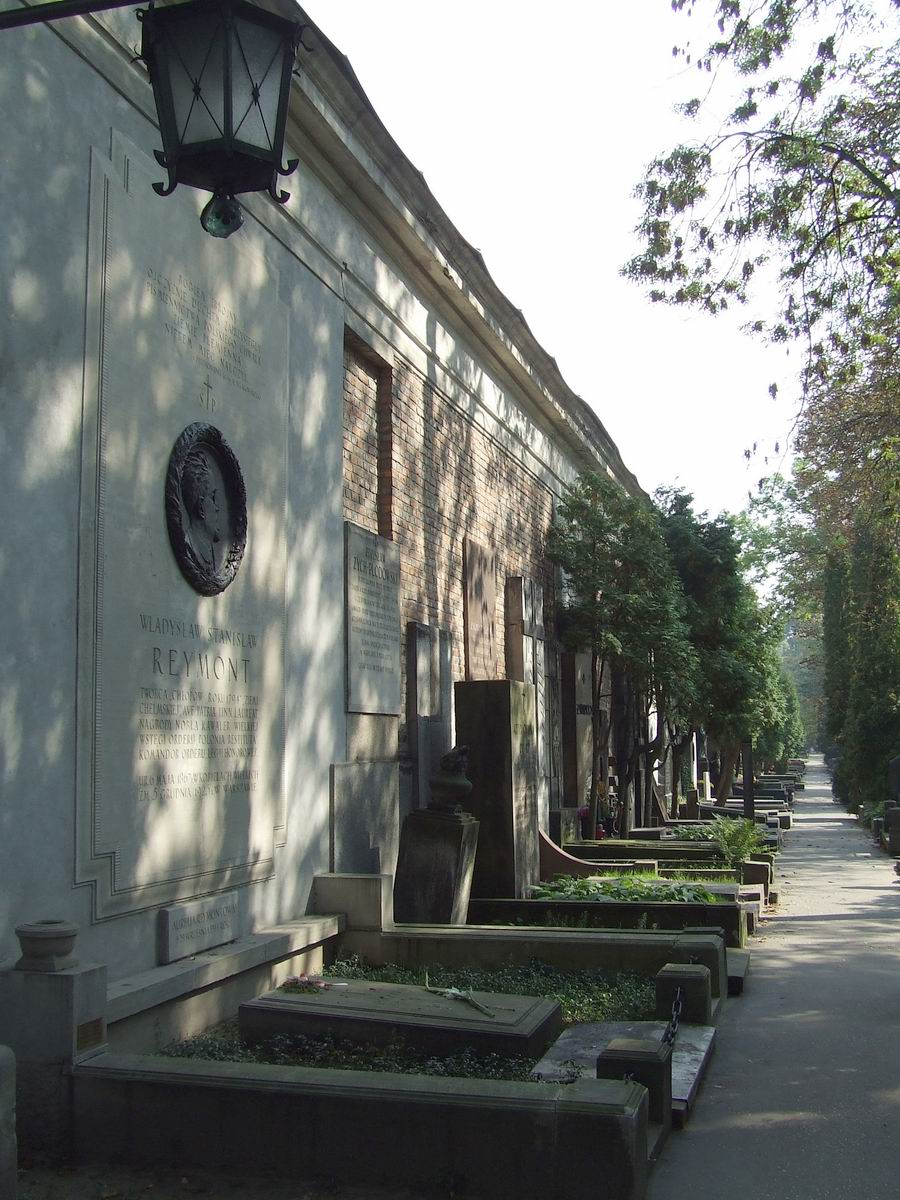
Avenida dos notáveis

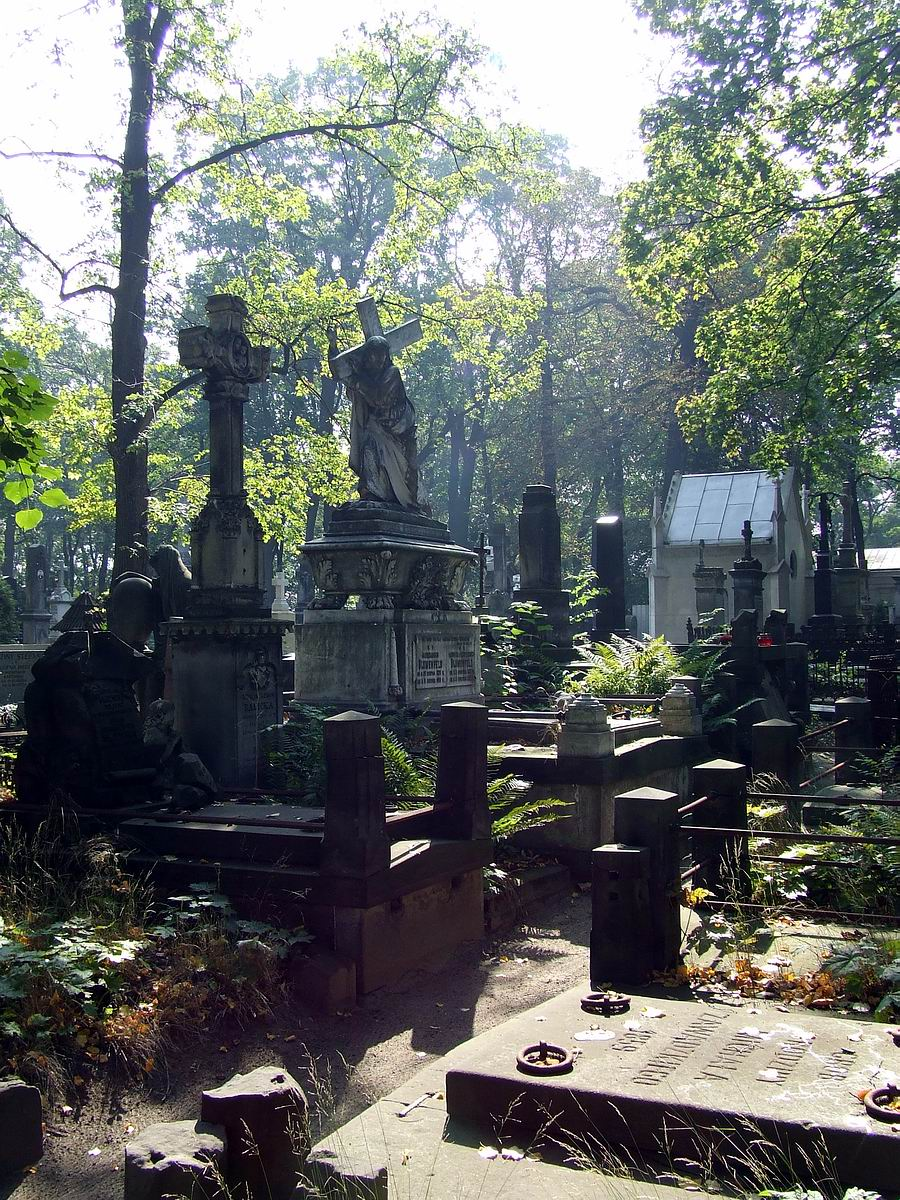
Espaço entre sepulturas

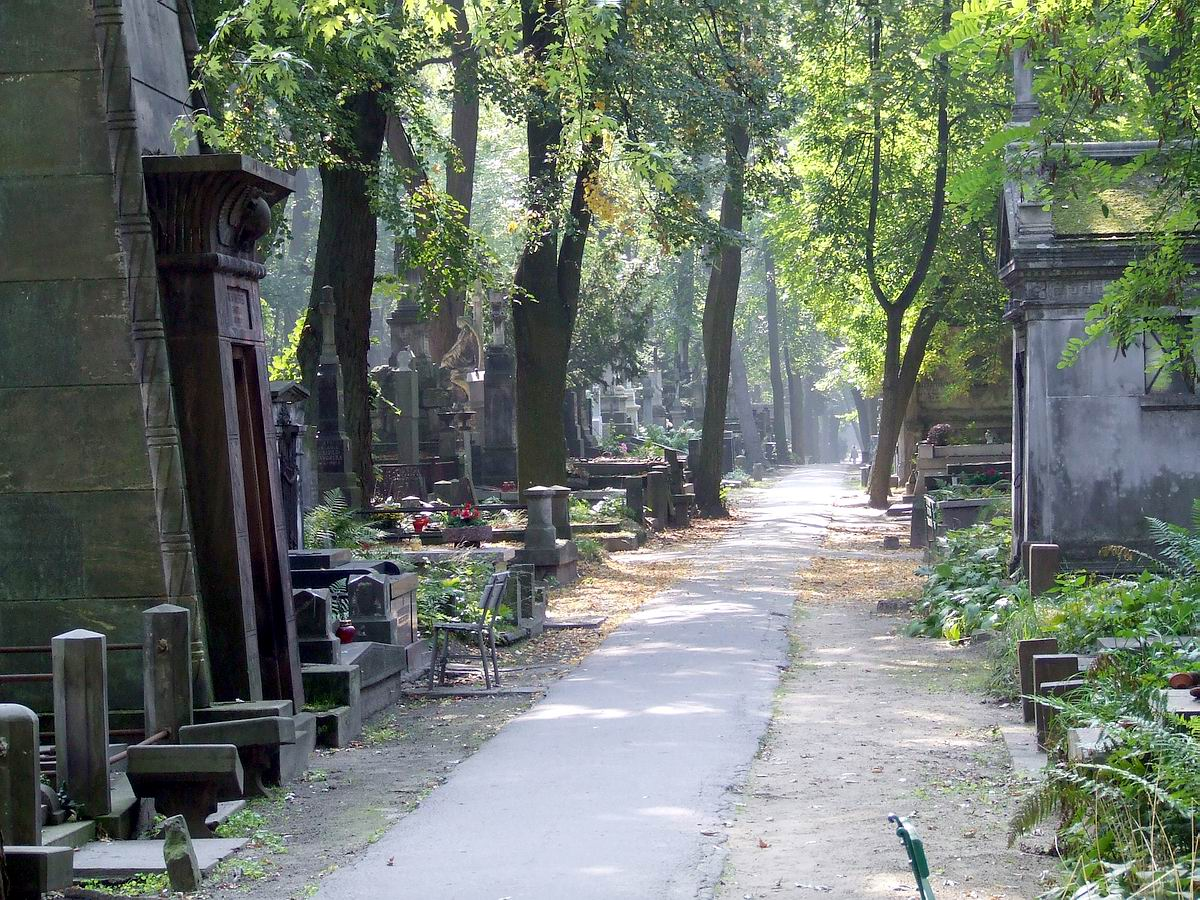
Caminho entra sepulturas

O Cemitério de Powązki (em polonês/polaco:  Cmentarz Powązkowski) é o mais conhecido e historicamente significativo cemitério comunal em Varsóvia, capital da Polônia. Foi estabelecido em 1790.

## Sepultamentos
- Jerzy Andrzejewski (1909–1983), poeta e publicista

- Krzysztof Kamil Baczyński (1921–1944), poeta
- Tekla Bądarzewska (1834–1861), compositora
- Tadeusz Baird (1928–1981), compositor
- Aleksander Bardini (1913–1995), ator e diretor
- Miron Białoszewski (1922–1983), dramaturgo e ator
- Hanka Bielicka (1915–2006), atriz e cabaretista
- Bolesław Bierut (1892–1956), político
- Stefan Bryła (1886–1943), engenheiro civil

- Nicolas Chopin
- Jan Czekanowski (1882–1965), antropólogo, etnólogo e pesquisador da África
- Lucyna Ćwierczakiewiczowa (1829–1901), jornalista

- Maria Dąbrowska (1889–1965), poetisa
- Mariusz Dmochowski (1939–1992), ator
- Stanisław Dygat (1914–1978), escritor

- Joseph Xaver Elsner (1769–1854), compositor e dirigente

- Aleksander Gieysztor (1916–1999), historiador
- Agaton Giller (1831–1887), historiador, publicista, Widerstandskämpfer
- Wieńczysław Gliński (1921–2008), ator
- Władysław Gomułka (1905–1982), político
- Józef Gosławski (1908–1963), escultor e Medailleur
- Władysław Grabski (1874–1938), político, historiador, ministro presidente
- Bronisław Geremek (1932–2008), político, historiador, ministro do exterior

- Zbigniew Herbert (1924–1998), escritor
- Marek Hlasko (1934–1968), escritor
- Jerzy Hryniewiecki (1908–1989), arquiteto

- Karol Irzykowski (1873–1944), escritor

- Tadeusz Janczar (1926–1997), ator
- Wojciech Jaruzelski (1923–2014), Presidente da Polônia de 1985 a 1990
- Kalina Jędrusik (1930–1991), cantora e atriz

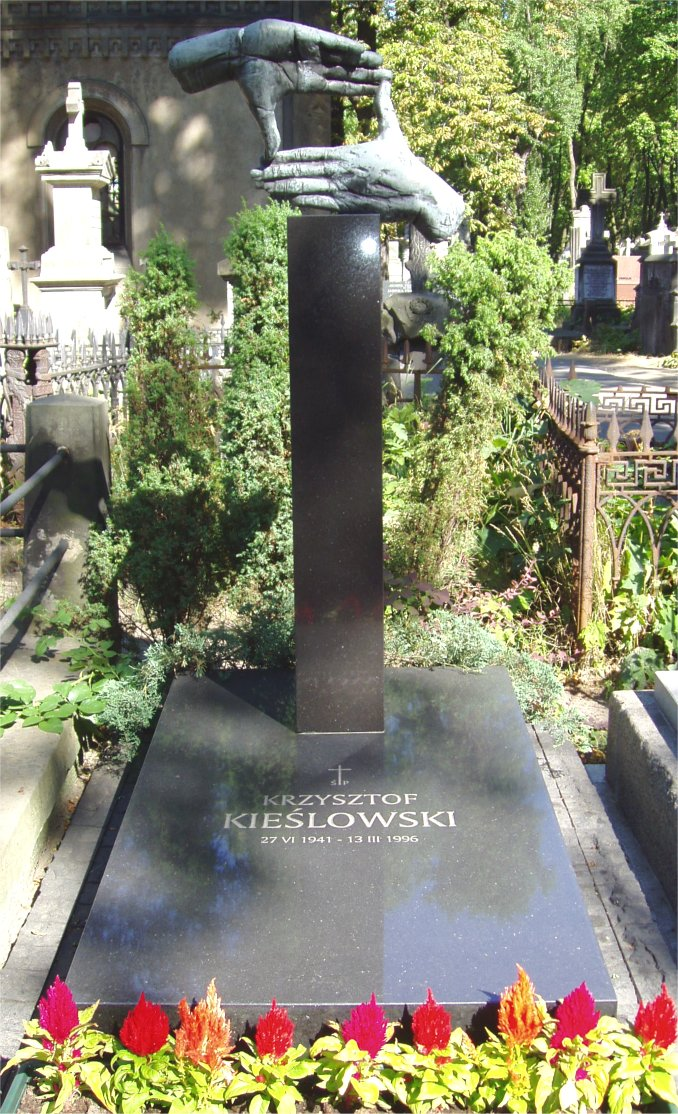
Sepultura de Krzysztof Kieślowski

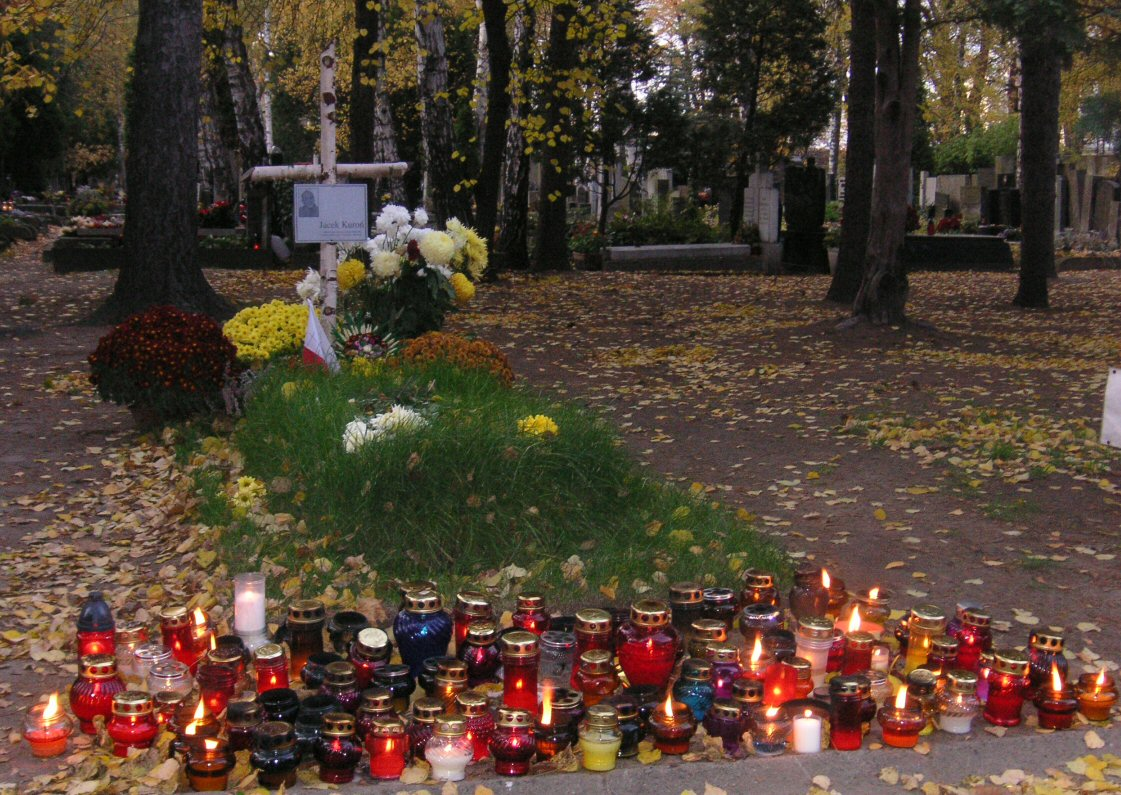
Sepultura de Jacek Kuroń

- Jacek Kaczmarski (1957–2004), poeta e cantor
- Esther Rachel Kamińska (1870–1925), atriz
- Mieczysław Karłowicz (1876–1909), compositor
- Felicjan Kępiński (1885–1966), astrônomo
- Augustus Graf Kicki z Kitek h. Gozdawa (1754–1824), senador, nobre polonês
- Jan Kiepura (1902–1966), cantor e ator
- Krzysztof Kieślowski (1941–1996), diretor de cinema
- Jan Kiliński, (1760–1819), Kommandant des Kościuszko-Aufstands
- Hugo Kołłątaj (1750–1812), político e filósofo
- Krzysztof Komeda (1931–1969), compositor de jazz
- Tadeusz Komorowski, gen. „Bór“ (1895–1966), comandante do exército pátrio
- Stanisław Konarski (1700–1773), escritor, pedagogo, reformador escolar
- Ryszard Kukliński (1930–2004), mestre espião da Guerra Fria
- Jacek Kuroń (1934–2004), dissidente, dirigente do Solidarność

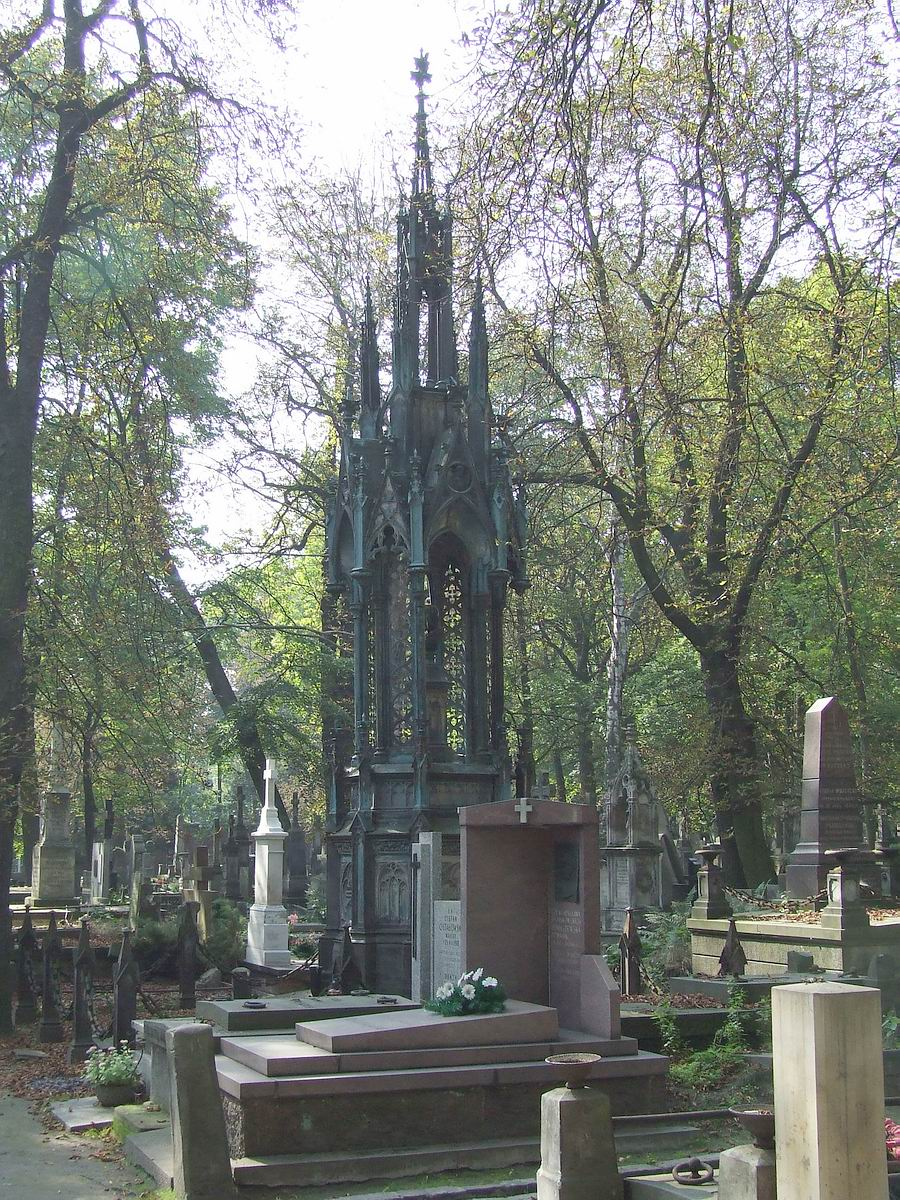
Sepultura da família Lilpop

- Henryk Leliwa-Roycewicz (1898–1990), Vielseitigkeitsreiter e Olympiateilnehmer
- Jan Lebenstein (1930–1999), pintor
- Józef Grzegorz Lessel (1802–1844), arquiteto
- Samuel Bogumił Linde (1771–1847), lexicólogo
- Tadeusz Łomnicki (1927–1992), ator
- Jadwiga Łuszczewska (1834–1908), escritora
- Witold Lutosławski (1913–1994), compositor

- Witold Małcużyński (1914–1977), pianista
- Stefan Meller (1942–2008), historiador e diplomata
- Dominik Merlini (1730–1797), arquiteto, concebeu o Parque Łazienki
- Stanisław Moniuszko (1819–1872), compositor
- Andrzej Munk (1921–1961), diretor

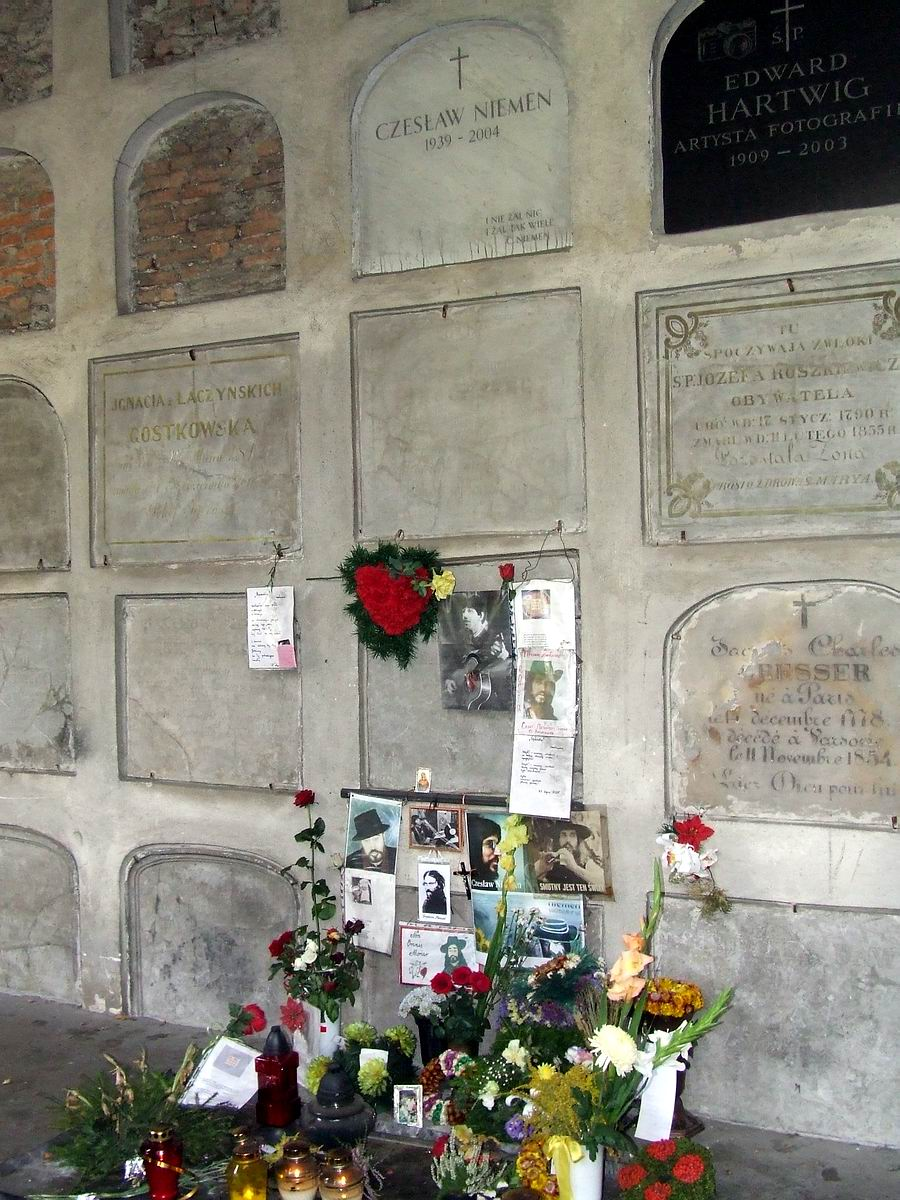
Sepultura de Czesław Niemens

- Tadeusz Nalepa (1943–2007), compositor e cantor
- Czesław Niemen (1939–2004), cantor e compositor
- Jan Nowak-Jeziorański (1914–2005), político, publicista, Direktor Radio Freies Europa

- Michał Kazimierz Ogiński (1730–1880), Magnat, Hetman Groß-Litauens
- Michał Kleofas Ogiński (1765–1833), compositor, político
- Leopold Okulicki (1898–1946), Pseud. „Niedźwiadek“, letzter Kommandant der Heimatarmee
- Kazimierz Opaliński (1890–1979), ator e diretor
- Agnieszka Osiecka (1936–1997), poetisa, auch von Liedtexten

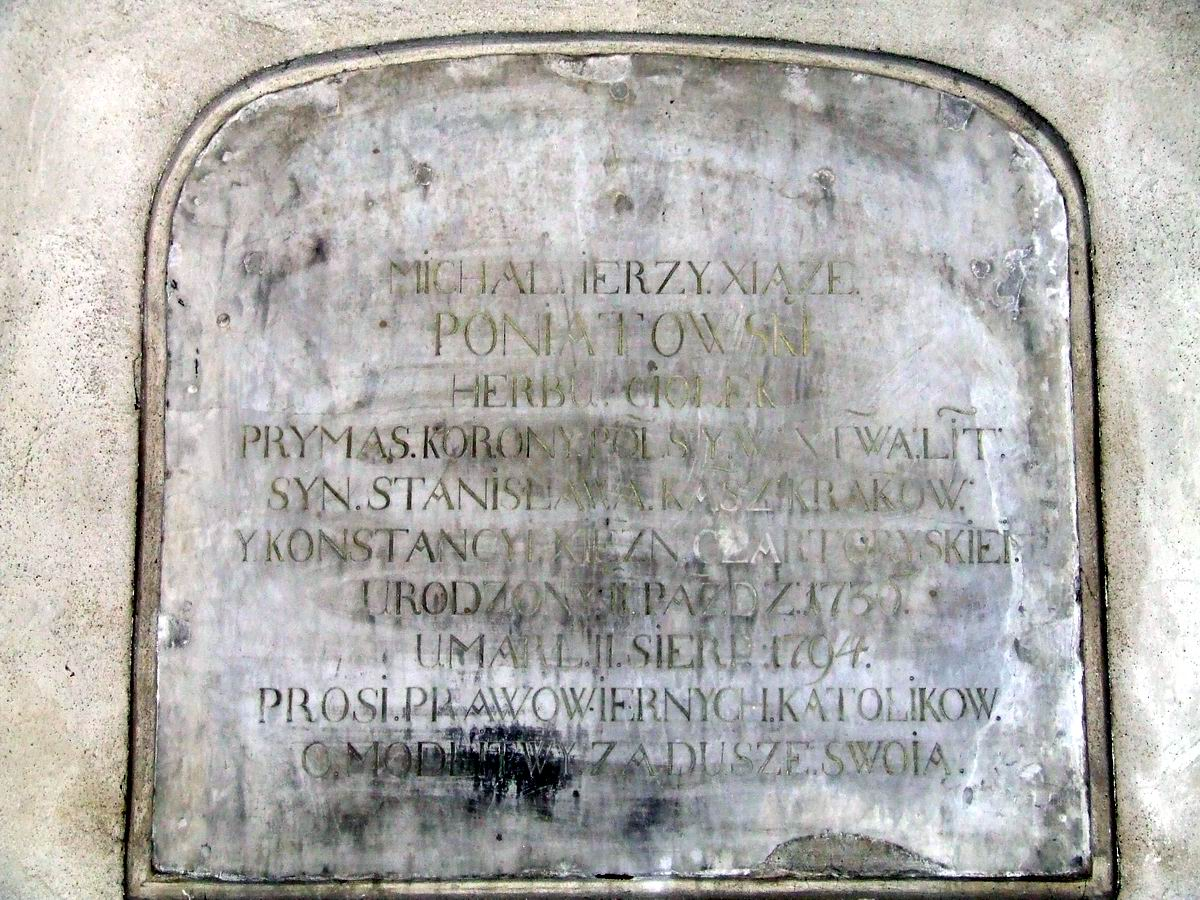
Sepultura de Michał Jerzy Poniatowski

- Jan Parandowski (1895–1978), escritor
- Tadeusz Pełczyński, (1892–1985), General e Geheimdienstoffizier
- Bolesław Piasecki, (1915–1979), Offizier, político
- Witold Pilecki (1901–1948), combatente pela liberdade
- Piotr Potworowski (1898–1962), pintor
- Bolesław Prus (1847–1912), escritor
- Kazimierz Pużak (1883–1950), membro do Partido Socialista Polonês

- Adam Rapacki (1909–1970), diplomata, ministro do exterior 1956–1968
- Marian Rejewski (1905–1980), decodificou a máquina ENIGMA
- Władysław Reymont (1867–1925), Nobel de Literatura
- Wacław Rolicz-Lieder (1866–1912), poeta
- Stefan Rowecki, Pseud. „Grot“ (1895–1944), comandante do Exército Nacional
- Wojciech Rubinowicz (1889–1974), físico
- Edward Rydz-Śmigły (1886–1941), marechal e Chefe de Estado 1935–1939

- Leon Schiller (1887–1954), escritor
- Henryk Siemiradzki (1843–1902), pintor
- Wacław Sierpiński (1882–1969), matemático
- Kamila Skolimowska (1982–2009), campeã olímpica
- Marian Smoluchowski (1872–1917), físico
- Stanisław Sosabowski (1892–1967), general
- Leopold Staff (1878–1957), poeta
- Jerzy Stempowski, (1894–1969), ensaista, escritor
- Józef Szajna (1922–2008), ator e diretor de teatro
- Władysław Szpilman (1911–2000), pianista
- Sławomir Szwedowski (1928–2000), economista
- Aleksander Szczygło (1963–2010), político
- Adolf Szyszko-Bohusz (1883–1948), arquiteto
- Karol Świerczewski (1897–1947), general
- Wacław Święcicki (1848–1900), político e poeta
- Wojciech Świętosławski (1881–1968), biofísico

- Julian Tuwim (1894–1953), poeta

- Violetta Villas (1938–2011) cantora e atriz

- Henryk Wieniawski (1835–1880), compositor
- Stanisław Wojciechowski (1869–1953), presidente da Polônia
- Kazimierz Władysław Wójcicki (1807–1879), escritor

- Maria Zachwatowicz (1902–1994), arquiteta
- Wiktor Zin (1925–2007), arquiteto e desenhista
- Stefan Żeromski (1864–1925), escritor
- Narcyza Żmichowska, pseudônimo „Gabryella“ (1819–1876), poetisa